# AOS/VS
Aos/vs fue un sistema operativo creado por Data General en el año 1980.

## Historia
Data General fue fundada en 1968 y produjo un gran número de máquinas. La primera serie fue la Nova, a continuación le seguía la Supernova y, posteriormente, la MicroNova. 
A partir de la década de 1970 Data General comenzó a trabajar en Eclipse que creció en la serie MV. Data General también trabajó en un equipo basado en Unix AViiON que junto con su almacenamiento CLARiiON sollition.
Data General fue adquirida por EMC en 1999 para la gama de almacenamiento CLARiiON y sus clientes.
Data General escribió los sistemas operativos para su hardware: DOS RDOS y para el de 16-bit Nova línea; RDOS y para la AOS de 16-bit Eclipse C, M y S las líneas; AOS / VS (1980) y más tarde AOS / VS II (1988), AOS/RT32 (1988) para el de 32-bit Eclipse MV línea.

## Introducción
El sistema operativo de un ordenador está formado por una serie de programas cuyo objetivo es la gestión interna del equipo; entre sus tareas podemos citar la gestión de memoria y de tareas, control de periféricos, iteración con los lenguajes de programación y otros elementos de logicia, gestión de ficheros y sistemas de protección, etc.
Los sistemas operativos AOS y AOS/VS de Data General son sistemas multiusuario y multiproceso que trabajan interactivamente (en demanda) o en proceso por lotes (batch); el primero define espacios de trabajo de 64kb y el AOS/VS funciona con memoria virtual y puede direccionar programas y datos de hasta 4Gb.
Cualquier usuario de un sistema Data General tendrá que conocer el lenguaje del sistema operativo, denominado C.L.I. (Command Line Interpreter). Este lenguaje podía operar de dos formas:
- En modo mandato: Tecleando un mandato que será ejecutado inmediatamente.
- En modo programa: Almacenando una sucesión de mandatos en un fichero, que se convierte en un mandato.

Algunos elementos lógicos que se van a manejar son:
- Editor EDIT/SED/SLATE
- Utilidades y generadores de informes SORT, PRESENT, DBMS, SQL, etc.
- Paquete de ofimática CEO y correo electrónico.
- Lenguajes de programación: Fortran 77 y 5, Pascal, Cobol, C, Basic, RPG II, Apl, Lisp, ensamblador, etc.
- Paquetes científicos y gráficos: IMSL, BMDP, SPSS, SAS, SYMAP,Plot10, GKS, SSP, TSP, Tseries, MODULEFF, ADDE, etc

## Manejo del teclado: caracteres de control
Al sistema operativo AOS/VS, se le pueden trasmitir órdenes de varias formas, a pantalla: tecleando un mandato con posibles opciones o/y argumentos, o bien usando unas teclas especiales de control o combinaciones de teclas, que cumplen funciones similares a los mandatos.
Definiremos los caracteres de control, a partir de ciertas teclas que cumplen una determinada función cuando son seleccionadas manteniendo la tecla de CONTROL (ctrl) apretada.
En los Sistemas operativos AOS, y AOS/VS se dispone de los siguientes controles:
- S-> detiene la salida en pantalla de un listado, con el fin de que pueda leerse
- Q-> devuelve a la pantalla el flujo normal de datos. Es necesario cuanto hemos pulsado CTRL S anteriormente.
- U-> antes de pulsar NEW LINE o RETURN, borra o ignora la línea o mandato que estamos confeccionando haciéndola inválida para su ejecución.
- K-> antes de pulsar NEW LINE o RETURN, borra o ignora todo lo que hay a la derecha del cursor.
- A-> repite el último mandato ejecutando la línea tecleada.
- F-> repite palabra a palabra, tantas veces como se pulse, la línea que anteriormente se haya ejecutado.
- CA-> interrumpe la visualización en pantalla
- CB-> interrumpe la ejecución de un programa. Si está en el sistema operativo se interrumpe la conexión y queda fuera de línea.
- E-> inserta/deja de insertar a partir del carácter donde se encuentre el cursor. Al pulsar ^E se abre una ventana en la línea donde se encuentra el cursor para inserción; esta termina al teclear de nuevo ^E.
- H-> el cursor vuelve a la primera posición de la línea en que se encuentre.

## Mandatos usuales del AOS
- BYE: Se utiliza para la desconexión lógica de la línea que une el sistema con el Terminal.
- COPY: Para hacer copias o mezcla de ficheros.
- CREATE: Este mandato necesita de argumentos y se emplea para crear ficheros y directorios.
- DATE: Para conocer la fecha.
- TIME: Mandato del sistema que devuelve la hora en horas, minutos y segundos.
- DELETE: Se usa para borrar ficheros del directorio de trabajo.
- DIRECTORY: Se puede utilizar en dos versiones, una para saber el directorio donde nos encontramos, la otra es para dirigirnos a un determinado subdirectorio.
- XEQ: Mandato de ejecución de un programa
- RENAME: Mandato para cambiar el nombre a un fichero.

Hay bastantes mandatos más, para conocer su funcionamiento pulsando HELP + COMANDO nos ofrece la ayuda sobre su funcionamiento.